# Římskokatolická farnost Vlčnov
Římskokatolická farnost Vlčnov je územní společenství římských katolíků v děkanátu Uherský Brod s farním kostelem svatého Jakuba Staršího.

## Historie farnosti
Farnost se poprvé připomíná roku 1397. První písemná zpráva o kostele ve Vlčnově je v listině dominikánského kláštera v Olomouci z roku 1373. Avšak gotický portál pod věží dosvědčuje, že kostel vznikl již v polovině 13. století. Kostel byl založen cisterciáckým klášterem. Je tedy možné, že vlčnovští faráři byli i členy velehradského kláštera. Kostel byl několikrát rozšiřován a přestavován. V roce 1779 byl postaven zcela nový a větší presbytář, aby se tak získalo více místa pro lidi. Celý kostel dostal novou klenbu a kamennou čtvercovou dlažbu. Protože kostel ani v této velikosti nestačil potřebám věřících, bylo roku 1928 započato se stavbou nového kostela. Stavba nového kostela byla dokončena ještě v roce 1929, svěcení chrámu se konalo 29. června 1930.

## Duchovní správci
Seznam duchovních je znám od poloviny 17. století. Od roku 2002 je duchovním správcem farnosti R. D. Ladislav Kunc, nejprve jako administrátor, od roku 2007 jako farář. Devatenáctého července 2020 byla farnost veřejně předána P. Hubertu Wójcikovi. 

## Bohoslužby
Ve farnosti se konají pravidelně bohoslužby ve farním kostele – v neděli i ve všední dny.

## Aktivity farnosti
Farnost se pravidelně podílí na projektu Tříkrálová sbírka. V roce 2017 se při ní vybralo 104 450 korun.
V souvislosti s přípravou dětí na první svaté přijímání se malí školáci začátkem února představují farnosti a farníci se za budoucí prvokomunikanty následující čtyři měsíce společně modlí před každou mší svatou.
Čtyřikrát ročně vychází farní časopis Jákob.

## Primice ve farnosti
Ve farnosti mněl primici 9. května 1998 Rudolf Repka, vlčnovský rodák, který během přípravy na kněžství přestoupil do litoměřické diecéze, kde v současnosti (2020) působí. 